# Sagridola sulphurata
Sagridola sulphurata là một loài bọ cánh cứng trong họ Cerambycidae.